# 印第安特雷爾 (北卡羅萊納州)
印第安特雷爾（英語：Indian Trail）是一個位於美國北卡羅萊納州尤寧縣的城鎮。

## 人口
根據2020年美國人口普查的數據，印第安特雷爾的面積為58.36平方千米，當中陸地面積為57.97平方千米，而水域面積為0.39平方千米。當地共有人口39997人，而人口密度為每平方千米685人。